# Сент-Джозефс
«Сент-Джозефс» (англ. St Joseph's F.C.) — аматорський футбольний клуб з Гібралтару. Виступає у Прем'єр-дивізіоні на стадіоні «Вікторія». Резервісти «Сент-Джозефс» беруть участь у турнірі резервістів. Крім того, команда «Сент-Джозефс» із футзалу виступає у Першому (вищому) дивізіоні Чемпіонату Гібралтару з футзалу.

## Історія
Клуб заснований у 1912 році. З 2013 — фарм-клуб іспанського клубу «Реал Баломпедіка Ліненсе».

## Досягнення
- Прем'єр-дивізіон: 1

1996
- Кубок скелі: 9

1979, 1983, 1984, 1985, 1987, 1992, 1996, 2012, 2013
- Суперкубок Гібралтару: 2

2012, 2024

## Виступи в єврокубках
| Сезон   | Турнір                | Раунд | Команда        | Вдома | В гостях | Результат       |
| ------- | --------------------- | ----- | -------------- | ----- | -------- | --------------- |
| 2017–18 | Ліга Європи УЄФА      | 1К    | АЕЛ            | 0–4   | 0–6      | 0–10            |
| 2018–19 | Ліга Європи УЄФА      | ПР    | Б36 Торсгавн   | 1−1   | 1−1      | 2–2, (пен. 2:4) |
| 2019–20 | Ліга Європи УЄФА      | ПР    | Приштина       | 2−0   | 1−1      | 3–1             |
| 2019–20 | Ліга Європи УЄФА      | 1К    | Рейнджерс      | 0–4   | 0–6      | 0–10            |
| 2020–21 | Ліга Європи УЄФА      | ПР    | Б36 Торсгавн   | 1–2   | Н/Д      | 1–2             |
| 2021–22 | Ліга конференцій УЄФА | 1К    | ФКІ Левадія    | 1–1   | 1–3      | 2–4             |
| 2022–23 | Ліга конференцій УЄФА | 1К    | Ларн           | 0–0   | 1–0      | 1–0             |
| 2022–23 | Ліга конференцій УЄФА | 2К    | Славія (Прага) | 0–4   | 0–7      | 0–11            |
| 2024–25 | Ліга конференцій УЄФА | 1К    | Шелбурн        | 1–1   | 1–2      | 2–3             |
| 2025–26 | Ліга конференцій УЄФА | 1К    | Кліфтонвілл    | 2–2   | 3–2 дч   | 5–4             |
| 2025–26 | Ліга конференцій УЄФА | 2К    | Шемрок Роверс  | 0–4   | 0–0      | 0–4             |

Примітки
- ПР: Попередній раунд
- 1К: Перший кваліфікаційний раунд
- 2К: Другий кваліфікаційний раунд